# Thyrateles haereticus
Thyrateles haereticus är en stekelart som först beskrevs av Wesmael 1854.  Thyrateles haereticus ingår i släktet Thyrateles och familjen brokparasitsteklar. Arten är reproducerande i Sverige. Utöver nominatformen finns också underarten T. h. nigroscutellatus.